# Choanephora
Choanephora — рід грибів родини Choanephoraceae. Назва вперше опублікована 1873 року.

## Види
База даних Species Fungorum станом на 18.10.2019 налічує 2 види роду Choanephora:
- Choanephora cucurbitarum (Berk. & Ravenel) Thaxt., 1903
- Choanephora infundibulifera (Curr.) D.D.Cunn., 1891